# FAAC
FAAC ou Freeware Advanced Audio Coder est un projet-logiciel qui comprend l'encodeur AAC FAAC et le décodeur FAAD2. Il prend en charge les formats MPEG-2 AAC ainsi que MPEG-4 AAC, plusieurs types d'objets audio (LC, Main, LTP pour l'encodage et le SBR, PS, ER, LD pour le décodage), les formats de fichiers (ADTS AAC, raw AAC, MP4), le multicanal et l'encodage / décodage sans perte et les balises Meta MPEG-4. L'encodeur et le décodeur sont compatibles avec les applications audio conformes aux normes en utilisant une ou plusieurs de ces types et les installations objet. Il prend également en charge Digital Radio Mondiale.
FAAC et FAAD2, étant distribués sous forme de code source C , peuvent être compilés sur différentes plateformes et sont distribués gratuitement. FAAD2 est un logiciel libre. FAAC contient certaines portions de code qui peuvent être publiées en tant que logiciel libre, mais dans l'ensemble il est distribué sous licence propriétaire.
FAAC a été écrit à l'origine par Menno Bakker.